# Tomasz Różycki
Tomasz Różycki, född 1970 i Opole, är en polsk poet.

## Biografi
Tomasz Różycki har examen i romanistik från universitetet i Kraków. Han bor i Opole där han undervisar i franska på lärarhögskolan och universitetet och leder skrivarutbildningar. Różycki har tilldelats ett flertal litterära priser, däribland Kościelskistiftelsens pris (2004) och har två gånger nominerats till Nikepriset, Polens motsvarighet till Augustpriset.

## Verk på polska och i översättning
Różycki har gett ut böckerna Vaterland (1997), Anima (1999), Chata Umaita (Den lövade stugan; 2001), Świat i Antyświat (Världen och Antivärlden; 2003), Dwanaście stacji  (Tolv stationer; 2004), Kolonie (Kolonier; 2006), Księga obrotów (Kretsloppsbok; 2010), Bestiarium (2012) och Tomi. Notatki z miejsca postoju (Tomi. Anteckningar från en uppehållsort; 2013). Hans verk har publicerats i ledande litteraturtidskrifter som Czas Kultury, Odra, Studium och PEN America och har översatts till engelska, tyska, franska, italienska, serbiska, bulgariska, ukrainska och litauiska.
Różyckis poesi finns inte utgiven i bokform i Sverige. Han besökte dock Stockholms internationella poesifestival i november 2014  och i samband med det översattes några dikter till svenska av Anders Bodegård 

## Tomasz Różycki som poet
Tomasz Różycki är en traditionsmedveten poet. Dikterna är rytmiska, ofta även rimmade, ibland samlade i grupper av sonetter eller sånger, en klar inspiration från polsk barockpoesi. Andra dikter kan anknyta till tidig 1900-talspoesi eller till en modern klassiker som nobelpristagaren Czesław Miłosz. Det är dock inte fråga om underdånig efterbildning utan snarare en nyskapande, delvis ironisk attityd hos poeten till sina stora föregångare.
Ett annat typiskt drag är den skarpa observationsförmågan, en förtjusning i det konkreta, i bilder ur verkligheten. De bilderna kan dock stundom förvandlas till mardrömssyner av sådant som naturkatastrofer, miljöförstöring eller historiska omvälvningar. Som motvikt till katastrofvisionerna uppstår ett behov av trygghet och flykt, vilket poeten finner i kärleken eller konsten, eller genom resor.
Różycki har dock flera strängar på sin poetiska lyra. Diktsamlingen Kolonie är en sentimental resa till barndomens drömmar om pirater och fjärran exotiska länder. Hans mest kända verk, långdikten Dwanaście stacji (Tolv stationer), tar upp ett polskt historiskt trauma: de stora folkomflyttningarna efter andra världskriget när miljontals polacker tvingades lämna sina hem i områden som annekterats av Sovjetunionen. På senare år märks en övergång i hans poesi från konkreta observationer av verkligheten till en metapoetisk analys av diktkonstens funktion och skapelseprocess.